# هوش مشارکتی
هوش مشارکتی در سه مورد کلیدی با هوش جمعی تفاوت دارد:
نخست، در هوش جمعی یک کنترل‌کننده مرکزی وجود دارد که پرسش را مطرح می‌کند، پاسخ‌ها را از جمعی ناشناس جمع‌آوری می‌نماید و از یک الگوریتم برای پردازش آن پاسخ‌ها استفاده می‌کند تا به نتیجه‌ای معمولاً «بهتر از میانگین» دست یابد؛ در حالی که هوش مشارکتی بر گردآوری و ارزش‌گذاری دیدگاه‌های متنوع تمرکز دارد.
دوم، در هوش جمعی پاسخ‌دهندگان ناشناس هستند، اما در هوش مشارکتی — مانند شبکه‌های اجتماعی — شرکت‌کنندگان ناشناس نیستند.
سوم، در هوش جمعی (همانند مدل استاندارد حل مسئله)، یک آغاز وجود دارد، زمانی که کنترل‌کننده مرکزی پرسش را مطرح می‌کند، و یک پایان، زمانی که نتیجه «اجماعی» اعلام می‌شود. اما در هوش مشارکتی، کنترل‌کننده مرکزی وجود ندارد، زیرا این فرایند بر پایهٔ الگوهای تکاملی طراحی شده است. عامل‌های توزیع‌شده و مستقل، مشارکت می‌کنند و کنترل را به‌صورت اشتراکی در اختیار دارند — همان‌گونه که در تکامل و در تولید مقالات ویکی‌پدیا نمود پیدا می‌کند.
هوش مشارکتی ویژگی سیستم‌های توزیع‌شده‌ی چندعاملی است که در آن هر عامل — انسانی یا ماشینی — به‌صورت مستقل در یک شبکهٔ حل مسئله مشارکت می‌کند.
خودمختاری مشارکتیِ موجودات زنده در زیست‌بوم‌هایشان، امکان تکامل را فراهم می‌سازد.
زیست‌بوم‌های طبیعی — که در آن امضای منحصربه‌فرد هر موجود از ژنتیک، شرایط، رفتار و جایگاه آن در زیست‌بومش ناشی می‌شود — اصولی را برای طراحی نسل بعدی شبکه‌های اجتماعی ارائه می‌دهند؛ شبکه‌هایی که از هوش مشارکتی پشتیبانی می‌کنند، و در فرایند حل مسئله، تخصص فردی، ترجیحات، و مشارکت‌های منحصربه‌فرد را از طریق جمع‌سپاری به‌کار می‌گیرند.
چهار اصطلاح مرتبط به‌صورت مکمل یکدیگر عمل می‌کنند:
- هوش جمعی، ورودی‌هایی از تعداد زیادی پاسخ‌دهنده ناشناس به پرسش‌های کمّی را پردازش می‌کند تا پیش‌بینیهایی بهتر از میانگین به‌دست‌آورد.
- جمع‌سپاری، ریزوظایف را میان تعداد زیادی از اجراکنندگان ناشناس توزیع می‌کند.
- محاسبات انسانی از توانایی‌های الگوشناسی انسان‌های ناشناس برای انجام ریزوظایف بهره می‌گیرد تا قابلیت‌های ماشین را بهبود بخشد و یادگیری ماشینی را امکان‌پذیر سازد.
- هوش مشارکتی مکمل سه روش فوق است، با این تفاوت که در اینجا اجراکنندگان وظایف ناشناس نیستند. این افراد یا ابزارهای مشارکت‌کننده دارای مهارت‌ها، انگیزه‌ها و وظایف گوناگون‌اند. این مشارکت‌کنندگان غیرناشناس — از حسگرهای برچسب‌خورده گرفته تا دستگاه‌های مکان‌دار و انسان‌های شناسایی‌شده با ویژگی‌های منحصربه‌فرد — موتور محرکه حل مسئله مشارکتی در شبکه‌های اجتماعی نسل بعدی هستند.

## نمای کلی
هوش مشارکتی اصطلاحی است که در چندین حوزه علمی به‌کار می‌رود. در حوزه کسب‌وکار، به شبکه‌های ناهمگن از افراد اشاره دارد که با تعامل با یکدیگر نتایجی هوشمندانه تولید می‌کنند. این اصطلاح همچنین می‌تواند به سیستم‌های حل مسئله چندعاملی غیرخودمختار اشاره داشته باشد.
این اصطلاح نخستین‌بار در سال ۱۹۹۹ برای توصیف رفتار یک «زیست‌بوم» تجاری هوشمند به‌کار رفت، جایی که هوش مشارکتی، یا CQ، به‌عنوان «توانایی ساختن، مشارکت در و مدیریت قدرت موجود در شبکه‌های انسانی» تعریف شد.
زمانی که جامعه علوم رایانه‌ای اصطلاح هوش جمعی را پذیرفت و تعریفی فنی و خاص برای آن در نظر گرفت، نیاز به اصطلاحی مکمل برای تمایز میان همگنیِ ناشناس در سیستم‌های پیش‌بینی جمعی و ناهمگنیِ غیرناشناس در سیستم‌های حل مسئله مشارکتی احساس شد. در نتیجه، هوش جمعیِ ناشناس با مفهوم هوش مشارکتی تکمیل شد؛ مفهومی که به هویت افراد توجه دارد و شبکه‌های اجتماعی را زیربنای زیست‌بوم‌های حل مسئله نسل آینده می‌داند — زیست‌بوم‌هایی که بر اساس سازگاری تکاملی در نظام‌های طبیعی الگو گرفته‌اند.

## هوش مصنوعی و هوش مشارکتی
اگرچه منابع بسیاری هشدار می‌دهند که هوش مصنوعی ممکن است به انقراض گونه بشر بینجامد، اما این خود انسان‌ها هستند که ممکن است پیش از آن، با ایجاد تغییرات اقلیمی، اختلال در اکوسیستم، نابودی حیات اقیانوس‌ها، قتل‌های دسته جمعی و خشونت پلیس و مسابقه تسلیحاتی که می‌تواند جرقه جنگ جهانی سوم را بزند، باعث انقراض خود شوند—پیش از آن‌که هوش مصنوعی اصلاً فرصتی پیدا کند.
رشد سریع برنامه‌های متن‌باز در حوزه هوش مصنوعی مولد (Generative AI) قدرت هوش مشارکتی (Collaborative Intelligence یا C-IQ) میان عامل‌های توزیع‌شده و خودمختار را نشان می‌دهد؛ عامل‌هایی که در چارچوب مشارکت‌ها و شبکه‌های تعاملی، دستاوردهای خود را به اشتراک می‌گذارند.
موفقیت آزمایش‌های کوچک متن‌باز در هوش مصنوعی مولد، الگویی برای یک تغییر پارادایم فراهم کرده است: از کنترل متمرکز و سلسله‌مراتبی به سمت توسعه‌ای غیرمتمرکز، از پایین به بالا، و تکاملی.
نقش کلیدی هوش مصنوعی در هوش مشارکتی پیش‌تر در سال ۲۰۱۲ پیش‌بینی شده بود، زمانی که زَن گیل (Zann Gill) نوشت که هوش مشارکتی (C-IQ) نیازمند «سیستم‌های چندعاملی و توزیع‌شده‌ای است که در آن هر عامل — چه انسان و چه ماشین — به‌صورت خودمختار در یک شبکه حل مسئله مشارکت کند.»
مقاله گیل در انجمن ACM در کاربردهایی متنوع مورد استناد قرار گرفته است، از جمله در مطالعه‌ای از مرکز بیوتکنولوژی مؤسسه ملی سلامت ایالات متحده (NIH) دربارهٔ همکاری انسان و ربات، تا تحلیلی از مزایا و معایب رایانش ابری.
یکی از حوزه‌های کلیدی کاربرد هوش مشارکتی، مدیریت ریسک است؛ جایی که پیش‌دستی (preemption) به معنای اقدام پیش‌نگرانه برای کسب گزینه‌های نخستین در جهت بیشینه‌سازی سود آینده یا کمینه‌سازی زیان است. پیش‌بینی سناریوهای سود/زیان، به‌طور فزاینده‌ای با بهره‌گیری از تحلیل‌ها و سیستم‌های پیش‌بینی هوش مصنوعی برای تقویت هوش مشارکتی انجام می‌گیرد.
کاربردهای دیگر هوش مشارکتی شامل مطالعه رسانه‌های اجتماعی و نیروی پلیس می‌شود؛ که در آن رویکردهای محاسباتی برای تقویت کنش مشارکتی میان ساکنان و نیروهای انتظامی به‌کار گرفته می‌شود.
در مقاله‌ای از Harvard Business Review با عنوان هوش مشارکتی: انسان و هوش مصنوعی در حال پیوستن به یکدیگرند – انسان و ماشین می‌توانند نقاط قوت یکدیگر را تقویت کنند، نویسندگان اچ. جیمز ویلسون و پال آر. داگرتی گزارشی از پژوهشی بر روی ۱۵۰۰ شرکت در صنایع گوناگون ارائه می‌دهند که نشان می‌دهد بزرگ‌ترین بهبود عملکرد زمانی رخ می‌دهد که انسان و ماشین‌های هوشمند با هم کار کنند و توانمندی‌های یکدیگر را تقویت نمایند.

## تاریخچه
هوش مشارکتی ریشه در معماری «Pandemonium» دارد که توسط پیشگام هوش مصنوعی، الیور سلفریج (Oliver Selfridge)، به‌عنوان الگویی برای یادگیری پیشنهاد شد. این مفهوم، پیش‌زمینه‌ای برای سیستم «تخته‌سیاه» (blackboard system) بود، که در آن یک فضای راه‌حل فرصت‌طلب (یا همان تخته‌سیاه)، از منابع دانش بخش‌بندی‌شده مختلف تغذیه می‌شود—همانند پازلی که چند بازیگر با هم قطعات آن را کنار یکدیگر می‌چینند و هرکدام قطعه‌ای را به اشتراک می‌گذارد.
رادنی بروکس (Rodney Brooks) اشاره می‌کند که مدل تخته‌سیاه مشخص می‌سازد چگونه دانش روی تخته‌سیاه به اشتراک‌گذاشته می‌شود تا به‌صورت عمومی قابل استفاده باشد، اما مشخص نمی‌کند که دانش چگونه بازیابی می‌شود، و معمولاً برای مصرف‌کننده مشخص نیست که کدام منبع، کدام قطعه از دانش را تولید کرده است. از همین رو، این سیستم را نمی‌توان نمونه‌ای از هوش مشارکتی در نظر گرفت.
در اواخر دهه ۱۹۸۰، اشل بن-جیکوب (Eshel Ben-Jacob) مطالعه بر خودسازماندهی باکتری‌ها را آغاز کرد، چراکه باور داشت باکتری‌ها کلید درک سیستم‌های زیستی بزرگ‌تر را در اختیار دارند. او گونه‌های جدیدی از باکتری‌ها با الگوهای رشد خاص، از جمله Paenibacillus vortex و Paenibacillus dendritiformis را پرورش داد و به پیشگامی در مطالعه رفتارهای اجتماعی باکتری‌ها بدل شد.
گونه P. dendritiformis قابلیتی جمعی از خود نشان می‌دهد که می‌توان آن را پیش‌زمینه‌ای برای هوش مشارکتی در نظر گرفت؛ یعنی توانایی تغییر میان انواع ریخت‌شناختی (morphotypes) مختلف به‌منظور سازگاری با محیط.
مورچه‌ها نخستین‌بار توسط حشره‌شناس دبلیو. ام. ویلر به‌عنوان سلول‌هایی از یک «فرا-سازواره» (superorganism) توصیف شدند، جایی که افراد ظاهراً مستقل، به‌گونه‌ای نزدیک با هم همکاری می‌کنند که گویی بخشی از یک موجود زنده واحد هستند. تحقیقات بعدی، برخی کلونی‌های حشرات را نمونه‌هایی از هوش جمعی دانست.
مفهوم الگوریتم‌های بهینه‌سازی کلونی مورچه‌ها که توسط مارکو دوریگو معرفی شد، به نظریه‌ای غالب در محاسبات تکاملی تبدیل گشت.
سازوکارهای تکاملی که از طریق آن‌ها گونه‌ها برای افزایش کارآمدی عملکردی در زیست‌بوم خود سازگار می‌شوند، پایه‌ای برای اصول هوش مشارکتی به‌شمار می‌آیند.
هوش جمعی مصنوعی (ASI) یک فناوری بلادرنگ (real-time) است که به گروه‌های انسانیِ متصل به شبکه اجازه می‌دهد دانش، خرد، بینش‌ها و شهود خود را به شکلی مؤثر با یکدیگر ترکیب کرده و نوعی هوش نوظهور (emergent intelligence) پدیدآورند.
این فناوری که گاه به آن «ذهن کندویی» (hive mind) نیز گفته می‌شود، نخستین‌بار توسط شرکت Unanimous A.I. در سال ۲۰۱۴ با استفاده از یک سرور ابری به نام «UNU» پیاده‌سازی شد. این سیستم به گروه‌های آنلاین امکان می‌دهد تا با تفکر گروهی، مانند یک هوش یکپارچه، به پرسش‌ها پاسخ دهند، تصمیم‌گیری کنند و پیش‌بینی‌هایی انجام دهند.
مطالعات نشان داده‌اند که این فرایند می‌تواند تصمیمات، پیش‌بینی‌ها، تخمین‌ها و برآوردهایی به‌مراتب دقیق‌تر تولید کند — همان‌گونه که در پیش‌بینی رویدادهای بزرگی مانند مسابقات کنتاکی دربی، جوایز اسکار، جام استنلی، انتخابات ریاست‌جمهوری و سری جهانی بیسبال به اثبات رسیده است.
نوعی از هوش مصنوعی مشارکتی (Collaborative AI) محور برنامه‌ای از سازمان دارپا تحت عنوان اکتشاف هوش مصنوعی (AIE) بود که بین سال‌های ۲۰۲۱ تا ۲۰۲۳ اجرا شد. این برنامه با عنوان «یادگیری مادام‌العمر با تجربه مشترک» (Shared Experience Lifelong Learning), با هدف توسعه جمعیتی از عامل‌ها (agents) طراحی شد که قادر به اشتراک‌گذاری تعداد فزاینده‌ای از وظایف یادگرفته‌شده توسط ماشین، بدون فراموشی آن‌ها باشند.
چشم‌انداز پشت این ابتکار، بعدها در مقاله‌ای در نشریه Nature Machine Intelligence تشریح شد، که در آن نوعی هم‌افزایی میان یادگیری مادام‌العمر و اشتراک دانش یادگرفته‌شده توسط ماشین در میان جمعیتی از عامل‌ها پیشنهاد شد.
این شبکه پیش‌بینی‌شده از عامل‌های هوش مصنوعی، نویدبخش ظهور ویژگی‌هایی نوظهور همچون یادگیری سریع‌تر و کارآمدتر، سطح بالاتری از یادگیری باز و بی‌انتها و جامعه‌ای بالقوه دموکراتیک‌تر از عامل‌های هوشمند
بود — در تضاد با سیستم‌های هوش مصنوعی یکپارچه و عظیم‌مقیاس (monolithic).
از این پیشرفت‌های تحقیقاتی، به‌عنوان تلاش‌هایی برای پیاده‌سازی مفاهیمی الهام‌گرفته از آثار علمی‌تخیلی مانند بورگ در مجموعه پیشتازان فضا یاد شده است؛ اما با ویژگی‌هایی جذاب‌تر همچون فردیت و خودمختاری.
جمع‌سپاری از هوش جمعی ناشناس ریشه گرفت و اکنون به‌سوی کاربردهای متن‌باز، دارای اعتبار، و مبتنی بر هوش مشارکتی در حال تحول است—کاربردهایی که از شبکه‌های اجتماعی بهره می‌گیرند.
زیست‌شناس تکاملی، ارنست مایر (Ernst Mayr)، اشاره کرده است که رقابت میان افراد، تنها در صورتی به تکامل گونه‌ها کمک می‌کند که آن افراد از نظر تیپ‌شناختی (typologically) متفاوت باشند؛ زیرا تفاوت‌های فردی پیش‌شرط تکامل هستند.
این اصل تکاملی با اصل خودمختاری مشارکتی در هوش مشارکتی هم‌راستا است؛ اصلی که پیش‌شرط توسعه پلتفرم‌های نسل آینده برای جمع‌سپاری به‌شمار می‌آید.
در ادامه، نمونه‌هایی از آزمایش‌های جمع‌سپاری آمده است که دارای ویژگی‌های هوش مشارکتی هستند
- SwarmSketch یک آزمایش هنری مبتنی بر جمع‌سپاری است که در آن شرکت‌کنندگان ناشناس به‌صورت مشارکتی یک اثر هنری را ترسیم می‌کنند.
- Galaxy Zoo یک پروژه علمی-شهروندی (citizen science) به رهبری کریس لینتات (Chris Lintott) در دانشگاه آکسفورد است که با بهره‌گیری از توانایی انسان‌ها در تشخیص الگوها، به دسته‌بندی کهکشان‌ها کمک می‌کند.
- چالش شبکه دارپا بررسی می‌کند که چگونه اینترنت و شبکه‌های اجتماعی می‌توانند از ارتباط بلادرنگ، شکل‌گیری تیم در سطح گسترده، و بسیج فوری برای حل مسائل زمان‌حساس با گستره وسیع پشتیبانی کنند.
- Climate CoLab پروژه‌ای است که از MIT و مرکز هوش جمعی آن منشأ گرفته است و از مشارکت عمومی برای ارائه راه‌حل‌های نوآورانه در مقابله با تغییرات اقلیمی بهره می‌گیرد.
- reCAPTCHA پروژه‌ای است که با استفاده از مشارکت کاربران، کتاب‌ها را کلمه به کلمه دیجیتالی می‌کند؛ این پروژه نوعی جمع‌سپاری پنهان (implicit crowdsourcing) محسوب می‌شود، که در آن کاربران در حین عبور از آزمون‌های امنیتی به فرایند دیجیتالی‌سازی نیز کمک می‌کنند.

با تکامل جمع‌سپاری از وظایف سادهٔ تشخیص الگو به‌سوی هوش مشارکتی — که تخصص منحصربه‌فرد مشارکت‌کنندگان را در شبکه‌های اجتماعی به کار می‌گیرد — فرایند تکامل را تحت تأثیر محدودیت‌هایی قرار می‌گیرد که این تحول را به سمت کارآمدی عملکردی بیشتر سوق می‌دهند. این فرایند هم‌زمان با سیستم‌هایی تکامل می‌یابد که توانایی برچسب‌گذاری (tag)، اعتباردهی (credit)، زمان‌سنجی (timestamp)، و مرتب‌سازی محتوا را دارند.
هوش مشارکتی نیازمند توانایی در زمینه‌های زیر است:
- جستجو و کشف مؤثر
- ادغام و بصری‌سازی (visualization) داده‌ها
- و چارچوب‌هایی برای پشتیبانی از حل مسئله مشارکتی[۲۵]

این قابلیت‌ها زیربنای پلتفرم‌های نسل جدیدی را می‌سازند که بتوانند از خرد جمعی شناسنامه‌دار و مشارکتی به‌شکلی معنادار بهره ببرند.
دسته‌بندی فناوری هوش مشارکتی در سال ۲۰۲۲ توسط شرکت MURAL پایه‌گذاری شد؛ شرکتی که نرم‌افزارهایی برای تخته‌سفید تعاملی جهت همکاری گروهی در ایده‌پردازی و حل مسئله ارائه می‌دهد.
MURAL این دسته‌بندی را با خرید مؤسسه LUMA Institute رسمی کرد؛ سازمانی که افراد را از طریق آموزش طراحی انسان‌محور، برای حل مسئله مشارکتی تربیت می‌کند.
به‌گفتهٔ MURAL، دسته‌بندی فناوری هوش مشارکتی ترکیبی است «از طراحی همکاری (collaboration design)، فضاهای همکاری (collaboration spaces) و بینش‌های نوظهور از همکاری (Collaboration Insights™️) که همگی برای توانمندسازی و تقویت ظرفیت تیم‌ها» به‌کار می‌روند.

### تضاد با هوش جمعی
اصطلاح هوش جمعی در ابتدا هر دو مفهوم هوش جمعی و هوش مشارکتی را در بر می‌گرفت، و بسیاری از سیستم‌ها دارای ویژگی‌هایی از هر دو هستند.
این اصطلاح نخستین‌بار توسط پیر لوی (Pierre Lévy) در کتابی به همین نام مطرح شد که نخست در سال ۱۹۹۴ به زبان فرانسوی منتشر شد.

لووی «هوش جمعی» را چنین تعریف کرد:
«شکلی از هوش توزیع‌شده به‌صورت جهانی، که به‌طور پیوسته ارتقاء می‌یابد، در زمان واقعی هماهنگ می‌شود، و در بسیج مؤثر مهارت‌ها نمود می‌یابد.»
پس از انتشار کتاب لووی، دانشمندان علوم رایانه‌ای اصطلاح هوش جمعی را برای اشاره به نوع خاصی از کاربردها در چارچوب کلی‌تر این حوزه به‌کار بردند — به‌ویژه، کاربردهایی که ورودی‌های تعداد زیادی از پاسخ‌دهندگان مجزا به پرسش‌های خاص (عمدتاً کمّی) را پردازش می‌کنند (برای مثال: قیمت حافظه DRAM در سال آینده چقدر خواهد بود؟)
الگوریتم‌ها در این سیستم‌ها ورودی‌ها را یکدست‌سازی می‌کنند و ناشناس بودن سنتی پاسخ‌دهندگان نظرسنجی را حفظ می‌نمایند تا پیش‌بینی‌هایی بهتر از میانگین ارائه دهند.
مطالعات اخیر دربارهٔ شبکه‌های وابستگی نشان می‌دهند که پیوندهایی بین هوش جمعی و هوش مشارکتی وجود دارد.
شبکه‌های وابستگی مبتنی بر همبستگی جزئی که نوعی جدید از شبکه‌های مبتنی بر همبستگی هستند، توانایی کشف روابط پنهان میان گره‌های شبکه را دارند.
تحقیقات دورور وای. کنِت (Dror Y. Kenett) و استاد راهنمای دکترای او، اشل بن-جیکوب (Eshel Ben-Jacob)، اطلاعات پنهانی دربارهٔ ساختار زیرین بازار سهام ایالات متحده را کشف کردند که در شبکه‌های همبستگی استاندارد وجود نداشت، و یافته‌های خود را در سال ۲۰۱۱ منتشر نمودند.

## کاربرد
هوش مشارکتی به مسائلی می‌پردازد که در آن‌ها تخصص فردی، اولویت‌های گاه متضاد ذی‌نفعان، و تفسیرهای متفاوت کارشناسان متنوع برای حل مسئله اهمیت حیاتی دارند.
کاربردهای احتمالی آینده هوش مشارکتی شامل موارد زیر است:
- مسابقات، جایی که ارسال‌ها باید یکپارچه شوند تا نتیجه‌ای هم‌افزا (سینرژیک) به‌دست آید؛
- جستجوی هوشمند، جایی که شبکه‌های اجتماعی جستجوگران دربارهٔ موضوعات مرتبط به‌طور مشترک نتایج جستجو را تعریف می‌کنند؛
- گروه‌های حرفه‌ای، جمع‌های علاقه‌مند، علم شهروندی و دیگر جوامع که در آن‌ها به‌اشتراک‌گذاری دانش پیش‌شرط دستیابی به نتایج مؤثر است؛
- برنامه‌ریزی، توسعه و مدیریت پروژه‌های پایدار؛
- سیستم‌های هوشمند برای تبدیل شهرهای مستقل به شبکه‌های شهری مشارکتی و زیست‌محیطی.

ویکی‌پدیا، یکی از محبوب‌ترین وب‌سایت‌های اینترنتی، نمونه‌ای برجسته از یک شبکه نوآوری است که هوش مشارکتی توزیع‌شده را به نمایش می‌گذارد و اصولی را برای آزمایشگاه‌های کسب‌وکار تجربی و شتاب‌دهنده‌های استارت‌آپ‌ها به تصویر می‌کشد.
نسل جدیدی از ابزارها برای حمایت از هوش مشارکتی در حال شکل‌گیری است که از پلتفرم‌های جمع‌سپاری، سیستم‌های توصیه‌گر و محاسبات تکاملی الهام گرفته‌اند. ابزارهای موجود برای تسهیل حل مسئله گروهی شامل نرم‌افزارهای گروهی تعاملی (collaborative groupware)، کنفرانس همزمان مانند پیام‌رسانی فوری، چت آنلاین و تخته‌سفید مشترک است که با پیام‌رسانی ناهم‌زمانی مانند پست الکترونیکی، انجمن‌های با ساختار موضوعی و مدیریت‌شده، وبلاگ‌ها و ویکی‌های گروهی تکمیل می‌شوند.
مدیریت سازمان هوشمند بر این ابزارها و همچنین روش‌هایی برای تعامل اعضای گروه، ترویج تفکر خلاق، بازخورد عضویت در گروه، کنترل کیفیت و بررسی همتا، و داشتن یک حافظه یا پایگاه دانش مستند گروهی تکیه دارد.
با همکاری اعضا، گروه یک حافظه مشترک توسعه می‌دهد که از طریق مصنوعات مشارکتی گروه مانند صورتجلسات، متن‌های گفتگوهای ساختاریافته و نقاشی‌ها قابل دسترسی است. این حافظه مشترک (حافظه گروهی) همچنین از طریق خاطرات اعضای گروه در دسترس است؛ توجه فعلی به این است که چگونه فناوری می‌تواند اثربخشی حافظه گذشته مشترک و ظرفیت حل مسئله آینده را پشتیبانی و تقویت کند. فرادانش توصیف می‌کند که چگونه محتوای دانش با زمینه دانش خود در همکاری‌های میان‌رشته‌ای، چندسازمانی یا توزیع‌شده جهانی تعامل دارد.